# Ole Østvig Nissen
Ole Østvig Nissen (født 18. juli 1946) er en dansk læge og tidligere lokalpolitiker fra partiet Venstre, der fra 2002 til 2006 var borgmester i Nørre-Rangstrup Kommune.
Nissen blev valgt til kommunalbestyrelsen i 1993. Forud for valget i 2001 blev han valgt som borgmesterkandidat for Venstre efter den siddende borgmester, Birte Thyssen ikke genopstillede. Efter valget blev Nissen konstitueret som borgmester og tiltrådte nytårsdag 2002.
Nissen blev den sidste borgmester for Nørre-Rangstrup Kommune, eftersom kommunen ved Strukturreformen i 2007 blev delt mellem Tønder Kommune og Haderslev Kommune. Ved kommunalvalget i 2005 blev Nissen valgt til sammenlægningsudvalget i den kommende Tønder Kommune og blev følgelig byrådsmedlem i denne fra og med kommunens oprettelse 1. januar 2007. Det blev dog kun til én enkelt periode i Tønder byråd, eftersom Nissen forud for kommunalvalget i 2009 meddelte, at han ikke genopstillede.